# Lindera lungshengensis
Lindera lungshengensis är en lagerväxtart som beskrevs av S. Lee. Lindera lungshengensis ingår i släktet Lindera och familjen lagerväxter. Inga underarter finns listade i Catalogue of Life.